# Ołeksandr Hołokołosow (ur. 1976)
Ołeksandr Ołeksandrowycz Hołokołosow (ukr. Олександр Олександрович Голоколосов; ur. 28 stycznia 1976 w Odessie) – ukraiński piłkarz, grający na pozycji napastnika, trener piłkarski

## Kariera piłkarska

### Kariera klubowa
Jego ojciec Ołeksandr Hołokołosow również piłkarz. Wychowanek Dynama Kijów, w drużynie rezerw którego rozpoczął karierę piłkarską. W 1995 przeszedł do Nywy Winnica, a w następnym sezonie do Zakarpattia Użhorod. W 1997 wyjechał do Słowacji, gdzie bronił barw klubu Kerametal Dubnica, ale po zakończeniu sezonu powrócił do Ukrainy, gdzie występował w klubach najpierw w Czornomorcu Odessa, a potem w Wołyni Łuck na wypożyczeniu. W 2000 podpisał kontrakt z hiszpańskim Albacete Balompié, ale po pierwszym udanym sezonie nastąpił spad w formie piłkarza i w 2002 powrócił do ZTS Dubnica, w której zakończył karierę piłkarską.

## Kariera trenerska
Po zakończeniu kariery zawodniczej od 2006 do października 2007 poszukiwał talenty piłkarskie dla Illicziwca Mariupol, a listopada 2007 dla Dynama Kijów.